# Dhú'l-hidždža
Dhú'l-hidždža (arabsky ذو الحجة‎) je dvanáctý a poslední měsíc islámského kalendáře. Jeho název doslova znamená „pán pouti“, což je připomínka hadždže, v průběhu kterého se v Mekce sejdou miliony muslimů. Desátého dne tohoto měsíce začíná svátek Íd al-adhá, který slaví muslimové po celém světě, a trvá až do třináctého dne.
Vzhledem k tomu, že islámský kalendář je lunární, připadá počátek a konec měsíce dhú'l-hidždža vždy na jiné dny gregoriánského kalendáře, jeho počátek bývá vždy o 11–12 dní dříve než rok předešlý.
- rok 1437 islámského kalendáře – první den dhú'l-hadždže 2. září 2016, poslední 1. října 2016
- 1438 – 23. srpna 2017 – 20. září 2017
- 1439 – 12. srpna 2018 – 10. září 2018
- 1440 – 2. srpna 2019 – 30. srpna 2019
- 1441 – 22. července 2020 – 19. srpna 2020
- 1442 – 11. července 2021 – 8. srpna 2021